# Mariä Krönung (Stuppach)

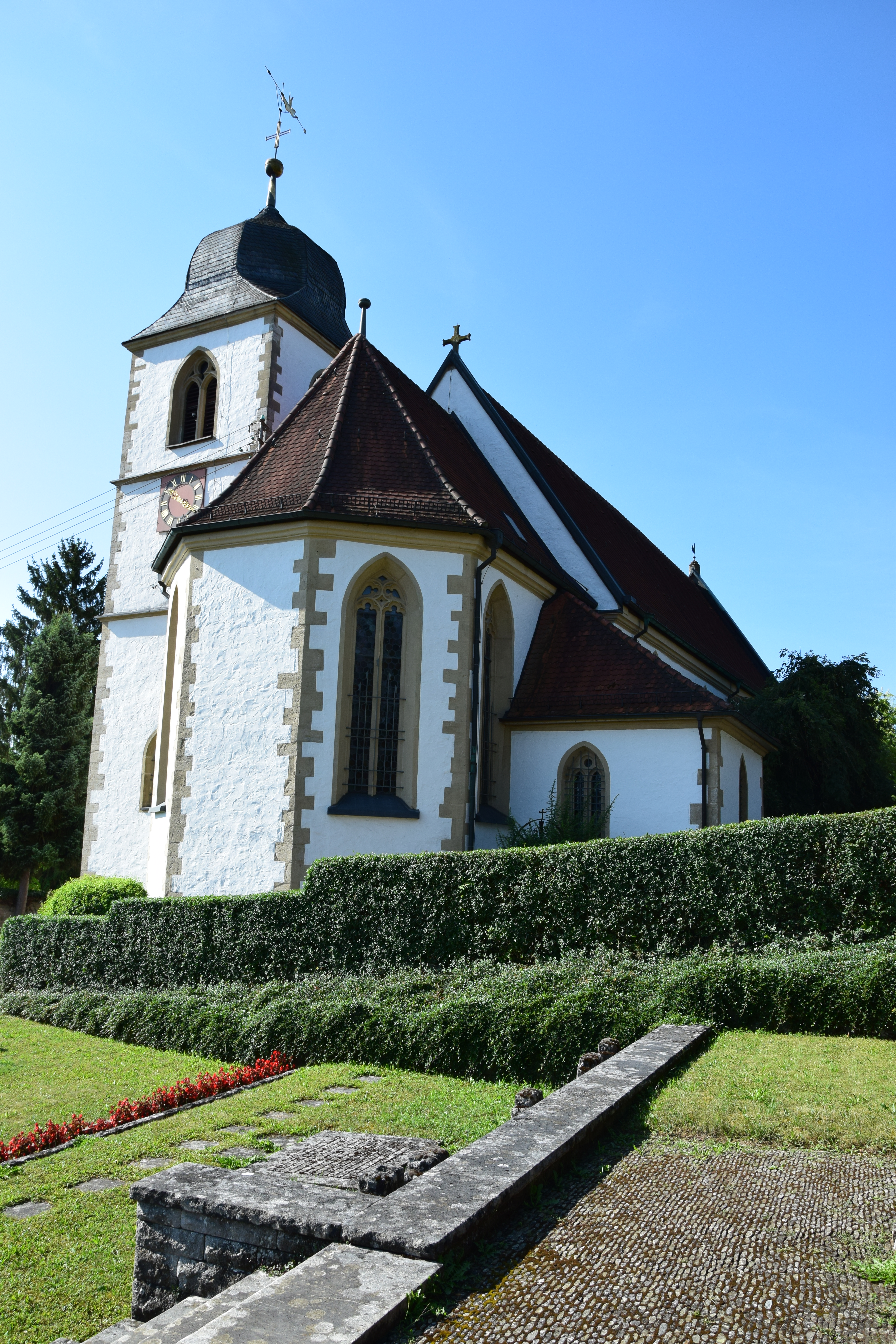
Die Pfarrkirche Mariä Krönung in Stuppach

Die römisch-katholische Pfarrkirche Mariä Krönung in Stuppach, einem Stadtteil von Bad Mergentheim im Main-Tauber-Kreis, wurde im Jahre 1607 errichtet und ist der Krönung Mariens geweiht.

## Geschichte
Im Jahre 1607 ließ der Statthalter des Deutschordens, Freiherr Marquard von Eck zu Mergentheim, die Pfarrkirche Mariä Krönung auf eigene Kosten errichten. Am 21. November 1607 konnte die Kirche eingeweiht werden und war damals gleichzeitig für die Katholiken in Dörtel, Hachtel, Lillstadt,  Lustbronn und Wachbach bestimmt. Daneben stiftete der Erbauer der Kirche 2000 Gulden für die Anstellung eines Messners und Lehrers. Der Grund für die Kirchenstiftung lag darin, der sich ausbreitenden Reformation Einhalt zu gebieten.
Direkt an die Kirche angrenzend befindet sich die sogenannte Madonnenkapelle mit der Stuppacher Madonna. Es handelt sich dabei um ein um das Jahr 1515 entstandenes bedeutendes Marienbild von Matthias Grünewald, das sich seit 1812 in der Madonnenkapelle befindet. Johann Nepomuk Meintel gestaltete den Hochaltar von 1852.
Die Kirche gehört zur Seelsorgeeinheit 1b – Heilig Kreuz, die dem Dekanat Mergentheim der Diözese Rottenburg-Stuttgart zugeordnet ist. Das Bauwerk ist ein Kulturdenkmal der Stadt Bad Mergentheim.